# Grand Ronde
Grand Ronde az Amerikai Egyesült Államok északnyugati részén, Oregon állam Polk és Yamhill megyéiben elhelyezkedő statisztikai település, a salemi statisztikai körzet része. A 2020. évi népszámlálás adatai szerint 2010 lakosa van.
A település neve az indián populáció magas arányára vagy a helységet magában foglaló völgy alakjára utalhat.

## Története
1855-ben a térség őslakosai és az állam megállapodtak a Grand Ronde-i rezervátum megalapításában, amely 1857-ben nyílt meg. 1870-ben 83 őslakos élt a rezervátumban; 1910-re számuk 13 főre csökkent.
„Új Grand Ronde” 1908 környékén, a Dawes Act elfogadásával jött létre, amely engedélyezte az indiánoknak, hogy elhagyhassák rezervátumaikat és területet vásároljanak. Az International Harvester 1921-ben alapította meg gyárvárosát, egy évvel később megnyílt a Willaminába vezető vasútvonal, amely a Southern Pacific fővonalába csatlakozott. A vasút hozzájárult a faipar fejlődéséhez.
Az 1920-as évek elején a terület a Spaulding-Miami Lumber Company tulajdonában állt, amely vasútvonalat és szolgáltató létesítményeket is épített. A település áramellátását 1922-ben építették ki.
A térség egyik legnagyobb foglalkoztatójának számító Spirit Mountain kaszinó a Grand Ronde-i törzsszövetség tulajdonában áll. 1997-ben jótékonysági alapot hoztak létre, melyen keresztül a kaszinó bevételeinek egy részét a Polk megyében és környékén működő szervezeteknek adományozzák.
2010-től Yamhill megye egy része is a statisztikai körzethez tartozik. 1919-ben az állami és szövetségi földrajzinév-bizottságok között vita alakult ki a helység nevéről, mivel az állami bizottság a francia eredetű Grande Ronde elnevezést választotta volna, azonban az 1940-es évek elején végül a jelenlegi névváltozat mellett döntöttek.

## Éghajlat
Grand Ronde az Oregon-parti-hegységben, az ország egyik legcsapadékosabb pontján fekszik. Csapadékadatokat 1910 és 1948 között szórványosan gyűjtöttek, azóta pedig folyamatosan rögzítik azokat; 1971 és 2000 között az átlagos évi csapadékmennyiség 2566 mm volt (a tíz kilométerre fekvő Willaminában ez a szám 1293 mm).

## Népesség
A lakosságszám 2000-ben 271 fő (melynek több mint negyede őslakos), 2010-ben pedig 1661 fő volt.

## Fordítás
- Ez a szócikk részben vagy egészben  a   Grand Ronde, Oregon című angol Wikipédia-szócikk ezen változatának fordításán alapul.  Az eredeti cikk szerkesztőit annak laptörténete sorolja fel. Ez a jelzés csupán a megfogalmazás eredetét és a szerzői jogokat jelzi, nem szolgál a cikkben szereplő információk forrásmegjelöléseként.